# Arthur Thiel

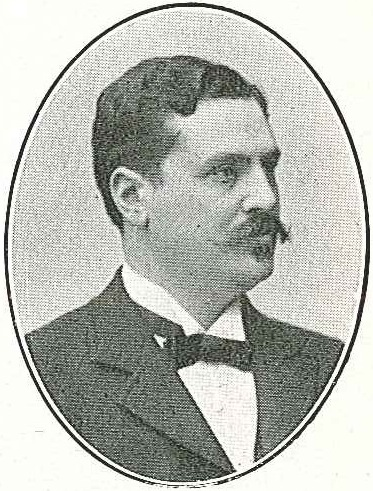
Arthur Thiel på 1910-talet.

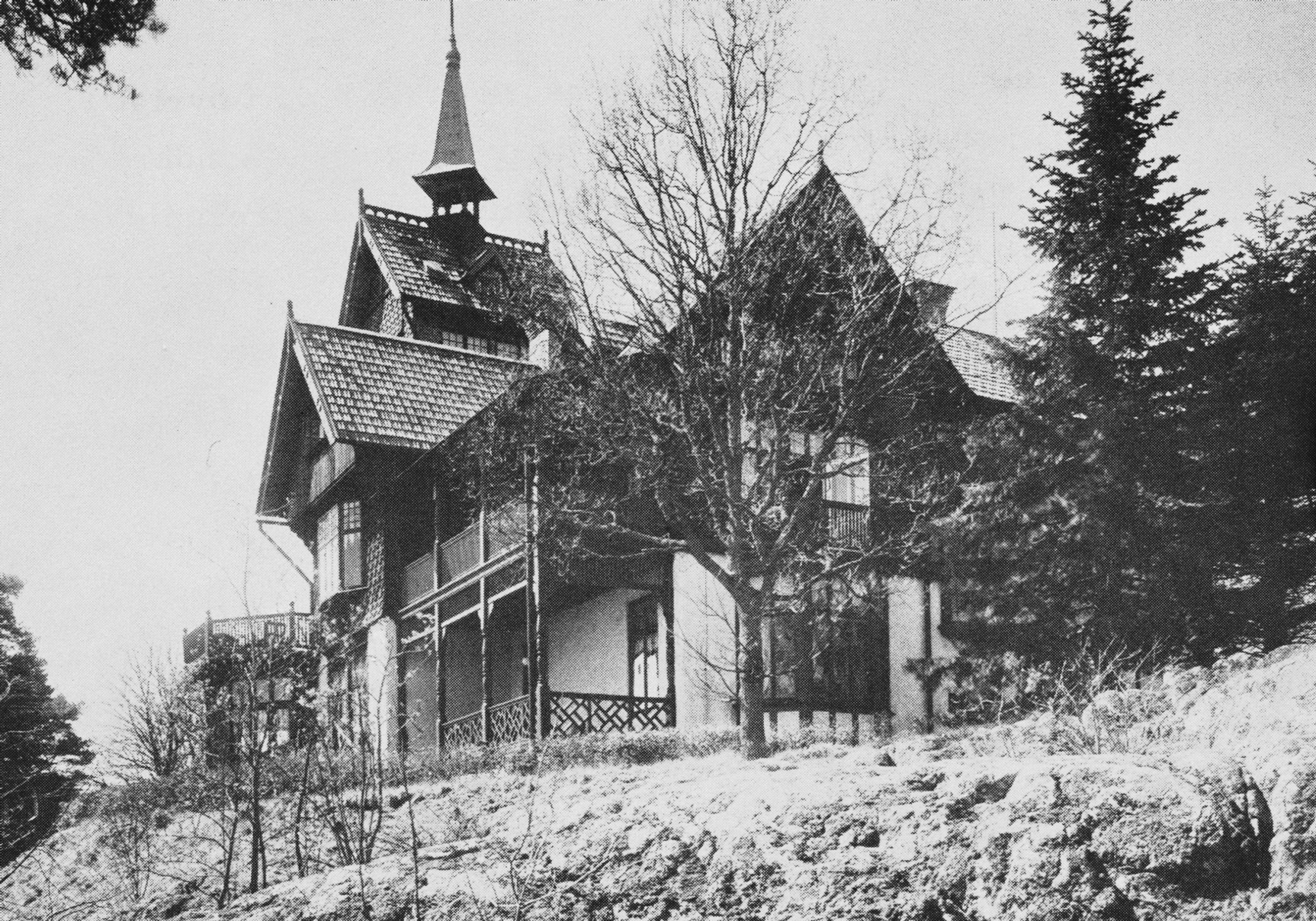
Ackevillan var Thiels sommarbostad i Saltsjöbaden (numera riven).

Arthur Semmy Thiel, född den 30 september 1860 i Norrköping, död den 18 mars 1933, var en svensk affärsman och kulturpersonlighet.

## Biografi
Arthur Thiel var son till maskiningenjören Jean-Jacques Thiel, som var vallonsk invandrare från Belgien, och judinnan Fanny Stiebel. Han fick judisk uppfostran. Brodern Ernest Thiel blev också känd affärsman och grundare av Thielska galleriet på Djurgården. Arthur Thiel var gift med Alice Sachs och svåger till Nordiska Kompaniets (NK:s) chef, Josef Sachs. En dotter till Arthur Thiel var ingift i den göteborgska köpmannafamiljen Heyman.
Thiel etablerade sig som affärsman i Stockholm 1880 och vann anseende för duglighet och som expert i varukännedom samt blev styrelseledamot i ett stort antal bank-, industri- och handelsföretag, till exempel Carbid & Acetylenbolaget (senare AGA), Svenska Ostasiatiska Kompaniet, AB de Lavals Ångturbin, AB Separator (i dessa två bolag hade brodern ägarintressen) och Nordiska Kompaniet. 1893 blev han delägare i firma Joseph Leja tillsammans med Josef Sachs, men utträdde redan 1895 för andra uppgifter.
Han innehade också flera förtroendeuppdrag, såsom kommissarie vid Stockholmsutställningen 1897, generalkommissarie vid världsutställningen i Paris 1900, ledamot av Kungliga Teaterns styrelse (sedan 1898), chef för Kungliga Teaterm december 1907 – juni 1908 och, från 1915, ledamot av Statens handelskommission. Hans hustru grundade tillsammans med sin bror Josef Sachs Sachsska barnsjukhuset till minnet av deras föräldrar Simon och Mathilda Sachs.

## Utmärkelser

### Svenska utmärkelser
- Kommendör av första klassen av Nordstjärneorden, 16 juni 1908.[2]
- Kommendör av första klassen av Vasaorden, 9 juli 1900.[3]

### Utländska utmärkelser
- Kommendör av Belgiska Leopoldsorden, senast 1915.[2]
- Riddare av andra klassen av Ryska Sankt Stanislausorden, senast 1915.[2]
- Riddare av Danska Dannebrogorden, 18 september 1897.[2]
- Officier de l’Instruction publique av Franska Akademiska palmen, senast 1915.[2]
- Riddare av första klassen av Norska Sankt Olavs orden, senast 1915.[2]
- Femte klassen av Thailändska kronorden, senast 1915.[2]